# オーエ
株式会社オーエ（OHE Co.,Ltd.）は、和歌山県海南市に本社を置く、家庭日用品の企画から販売までをおこなう企業である。

## 沿革
- 1951年 - 大工商店を創業し、たわし・ブラシの製造、販売を始める
- 1957年 - スポンジ加工販売を開始
- 1969年 - 自動植毛機・自動ねじり機を導入、ブラシ部門の製造強化をはかる
- 1972年 - 株式会社オーエを設立
- 1974年 - 東京営業所（現 東京支店）を開設
- 1975年 - 通産大臣承認による製品安全協会認定のSGマーク風呂ふたロット認定形式検査に合格
- 1976年 - 現 株式会社オーエースを設立。スポンジ加工の強化を図る
- 1979年 - 風呂ふたの押出成型機を導入、シャッター式風呂ふたの製造販売に着手
- 1980年 - 大阪営業所（現 関西営業所）を開設
- 1981年 - 福岡営業所を開設。北工場が完成、風呂ふた・フロマットの製造強化を図る
- 1982年 - 札幌出張所を開設
- 1983年 - 株式会社オーエバステリアを設立、浴用品の製造を強化
- 1985年 - 東工場完成
- 1986年 - 仙台出張所を開設
- 1987年 - 台湾台北市にOHE HOUSE HOLD UTENSILS SUPPLY CO.を設立
- 1989年 - 名古屋営業所を開設
- 1990年 - 株式会社オーエアルファーを設立
- 1994年 - HONG KONG OHE LIMITED（現 WELLGROWTH METAL&PLASTIC CO.,LTD.）を設立。OHKIN LIMITEDを設立。東莞金工塑膠有限公司を設立